# قريات مادبا
القريات منطقة تقع في محافظة مادبا غرب الأردن.